# 조지 스코트
조지 켈리 스코트(스웨덴어: George Kelly Scott, 1966년 12월 20일~) 또는 조지 켈리 크람네(스웨덴어: George Kelly Cramne)는 스웨덴의 전직 권투 선수이다. 스웨덴 국가대표 선수로 활동하여 1988년 하계 올림픽 남자 라이트급 종목에서 은메달을 획득했다. 1991년에 프로 선수로 전향했고 1995년에 세계 복싱 연맹(WBU) 라이트급 세계 챔피언에 올랐다.